# Jeannie Ortega
Jeannette "Jeannie" Ortega (ur. 19 listopada 1986, Nowy Jork) – amerykańska wokalistka, aktorka, tancerka oraz autorka tekstów.

## Dyskografia
- 2006: No Place Like BKLYN

## Filmografia
- 2006 Step Up jako wokalistka #3